# W47 (核弾頭)
W47は、アメリカ合衆国が開発した核弾頭。ローレンス・リバモア国立研究所で開発された熱核弾頭であり、アメリカ海軍のポラリス A-1/A-2潜水艦発射弾道ミサイル（SLBM）で運用された。
SLBM搭載用の小型高威力弾頭として1950年代後半から検討が行われてきた。1960年にEC-47（緊急能力）として、まず300発が生産された。引き続きW47として1960年-1974年にかけて、1,060発が生産されている。しかし、W47は不具合が多く、随時改良と再生産が行われ、1974年までの配備期間中、実戦配備に付けられたのは300発あまりにすぎなかった。1964年からはポラリスが多弾頭化したA-3となり、核弾頭もW58となっている。
W47のサイズは直径18インチ、長さ=46.6インチ、重量717-733ポンド。核出力はY1型600kt、Y2型1.2Mt。ポラリス A-1/A-2は単弾頭ミサイルであり、Mk.1再突入体に1基格納される。
1962年5月6日には太平洋上で実弾頭ミサイルの実射試験（ドミニク作戦）を行っている。原子力潜水艦「イーサン・アレン」（SSBN-60）から発射されたミサイルはジョンストン島に着弾し、600ktの核出力を記録した。